# قبر سوكارنو

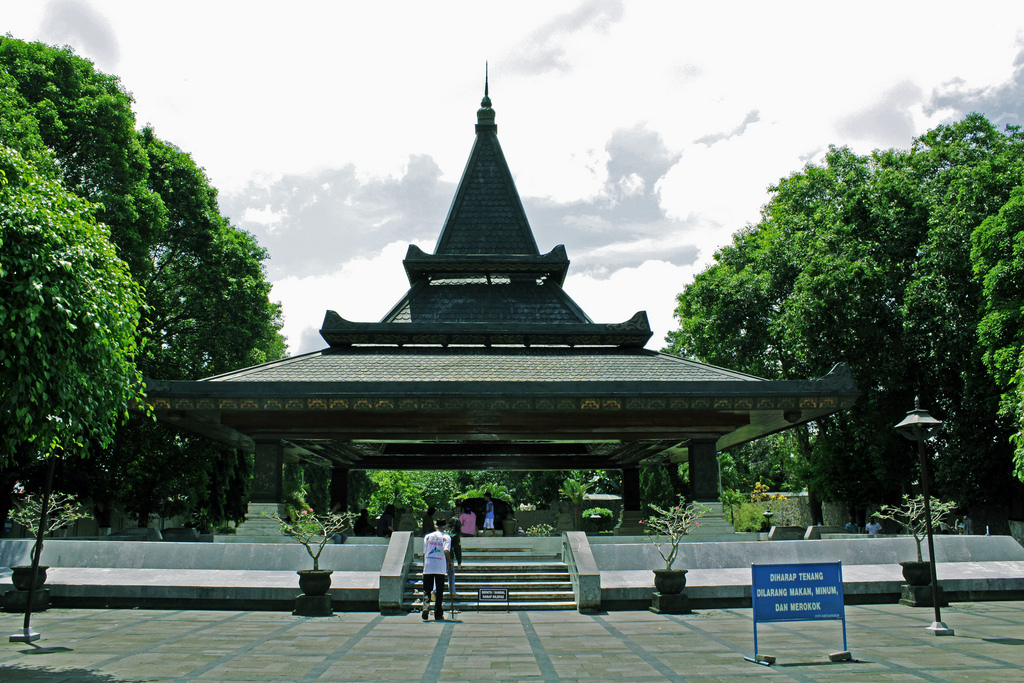
قبر سوكارنو في 2008.

قبر سوكارنو هو قبر سوكارنو أول رئيس إندونيسي، يقع القبر في بليتار جاوة الشرقية. في البداية كان القبر قبر عادي حيث دفن بعد وفاته بوقت قصير، تم بناء ضريح في أواخر السبعينيات، وتطور الموقع إلى موقع زيارة سياسي وديني، حيث يستقبل مئات الآلاف من الزوار سنويًا.

## التاريخ
أثناء فترة الانتقال إلى النظام الجديد، تم وضع أول رئيس مخلوع لإندونيسيا سوكارنو قيد الإقامة الجبرية، وطلب أن يدفن في قبر بسيط قريب من قصر بوجور. بعد وفاة سوكارنو في 21 يونيو 1970، قرر الرئيس سوهارتو دفن الرئيس السابق في مقبرة عامة في بليتار جاوا الشرقية، بجوار قبر والدة سوكارنو. احتجت عائلة سوكارنو على دفنه في بليتار، ونشرت صحيفة ميرديكا المناهضة لسوهارتو افتتاحية تقول أن سوكارنو كان يرغب في أن يدفن بالقرب من باندونغ. في سيرته الذاتية المنشورة في وقت لاحق ادعى سوهارتو أن عائلة سوكارنو الكبيرة لديها وجهات نظر مختلفة حول موقع الدفن، وجادل بأن سوكارنو كان قريبًا جدًا من والدته خلال حياتها. زعم مؤرخ في وقت لاحق أن قرار سوهارتو بدفن سوكارنو في بليتار كان لتجنب توافد الزوار إلى قبر سوكارنو القريب جدًا من مركز السلطة السياسي في جاكرتا.
في السنوات الأولى بعد دفن سوكارنو كان الزوار يزورون قبره ويأخذون بعض التربة في كثير من الأحيان، مما أثار القلق في وقت ما من أن جميع التربة الموجودة في قبره ستزول وتجبر الحكومة على تنظيم الوصول إلى قبره. بحلول عام 1977 أدى عدم الرضا عن حكم سوهارتو إلى تخفيف سياسة إزالة السكارنية وإعادة تأهيل إرث سوكارنو، بما في ذلك قبره، وفي العام التالي قررت الحكومة بناء ضريح فوق القبر. في عام 1979 وفي الذكرى الثامنة لوفاة سوكارنو، دشن سوهارتو الضريح الجديد في حفل حضره ما يقرب من مليون شخص. مرة أخرى انتقد أفراد عائلة سوكارنو قرار بناء الضريح، حيث قال جونتور نجل سوكارنو إن عائلة سوكارنو لم تشارك في بناء الضريح. بغض النظر عن ذلك فإن كبار المسؤولين في حكومة سوهارتو سيقومون برحلات لزيارة القبر، وفي عام 1980 زار الموقع 1.4 مليون شخص.
في كل عام وفي ذكرى وفاة سوكارنو، تستخدم عائلته (ولا سيما ابنته ميغاواتي سوكارنوبوتري رئيسة الحزب الديمقراطي الإندونيسي) الحشود التي تزور الضريح لتمثيل المعارضة ضد حكومة سوهارتو في وسائل الإعلام الوطنية. في عام 1995 كان هناك حوالي 10.000 زائر للاحتفال السنوي. في البداية كانت هناك أسوار تحيط بالقبر تمنعه من أن يصبح موقعًا للزيارة ويجعل القبر نفسه معقمًا للزوار، ولكن بعد سقوط سوهارتو أصبحت ميجاواتى رئيسة في عام 2001، وبدأ الموقع في جذب عدد كبير من الزوار من جميع أنحاء إندونيسيا. في يونيو 2001 قدر أن 25.000 شخص يزورون القبر يوميًا.
في حين لم يكن ذلك ممكنًا خلال عصر سوهارتو، فبعد سقوط سوهارتو اختارت إدارة مدينة بليتار تحت حكم جياروت سيف هدايت استخدام القبر من أجل تحسين جاذبية المدينة كوجهة سياحية، وتم بناء العديد من تماثيل سوكارنو في جميع أنحاء المدينة.

## القبر الآن
قبر سوكارنو في الوقت الحاضر هو موقع شائع للزيارة السياسية، حيث يزور العديد من السياسيين القبر قبل الإعلان عن ترشحهم لمنصبهم، بما في ذلك جوكو ويدودو وبرابو سوبانتو وميغاواتي سوكارنوبتري قبل حملاتهم الرئاسية في 2014 و2019 و2004 على التوالي. تشير التقديرات في عام 2015 إلى أن عدد «الحجاج السياسيين» إلى قبر سوكارنو يتراوح بين 400 إلى 500 ألف كل عام.
النوع الثاني من زوار القبر هم الزوار الروحيون، وهم في المقام الأول من المسلمين. يزور عشرات الآلاف من المسلمين الجاويين قبر سوكارنو كل عام. وأصبح القبر وجهة سياحية شهيرة. هناك أيضًا تقليد سنوي لقائد القوات المسلحة الوطنية الإندونيسية لزيارة القبر سنويًا في كل 18 سبتمبر، وهو تاريخ الذكرى السنوية لـ 13 للجيش الإندونيسي.
اعتبارًا من عام 2019 سجلت وكالة السياحة في بليتار حوالي 1.500 زيارة إلى القبر في المتوسط كل يوم. كان الموقع محركًا مهمًا للاقتصاد المحلي نظرًا لعدد السياح الذين يزورون القبر.

## التصميم
ينقسم المجمع بأكمله إلى ثلاث مناطق: الفناء والتراس والضريح، يرمز إلى المعتقدات الجاوية في مراحل الحياة قبل الولادة والحياة والموت. يقع قبر سوكارنو نفسه بجوار والديه، ويتم وضع مرثية سوداء لإحياء ذكرى حياته المهنية خلف قبره. يحتوي المجمع أيضًا على مكتبة ومتحف وتماثيل ونقوش تصور حياة سوكارنو. كان الضريح نفسه يبلغ طوله 51 قدمًا (16 مترًا)، وله سقف نحاسي من ثلاث طبقات من التصميم الجاوي. في وقت بنائه كان الضريح قد كلف بناء 395.000 دولار أمريكي.